# Динотопія (мінісеріал)
«Динотопія» (англ. Dinotopia) — фантастичний мінісеріал, що складається з трьох епізодів, знятий спільно Walt Disney Television і Hallmark Entertainment. Прем'єра відбулася на каналі АВС 12 травня 2002 року. Після прем'єри, серіал був скомпонований в один фільм для випуску на DVD. «Динотопію» створено за мотивами творів Джеймса Ґарні, де описано світ, у якому динозаври й люди живуть в одному суспільстві.

## Сюжет
Перший епізод. Брати Карл і Девід на канікулах вирушають з батьком Френком у політ на літаку. Вони потрапляють у густий туман, літак падає в море поблизу невідомого острова. Карл і Девід рятуються та шукають допомогу. Подорожуючи обширним островом, вони зустрічають дивакуватого археолога Сайруса Кребба, котрий пояснює, що це країна Динотопія, де нечасто бувають гості. Це таємничим чином відрізана від решти світу земля, де поряд з людьми живуть динозаври. Прибульці стають свідками нападу на натовп анкілозавра, котрого заспокоює дівчина Маріон. Сайрус радить вирушити до столиці — Міста Водоспадів. Спантеличені брати звертаються до Маріон за роз'ясненнями. Від неї вони дізнаються, що інші жителі Динотопії також потрапили на острів ззовні. На брахіозаврі вони прямують до Міста Водоспадів.
Дорогою караван зупиняється біля форту, де караванник виявляє, що погас тамтешній сонячний камінь — джерело світла. Вночі на форт нападають тиранозаври, але людей рятує загін скайбаків — вершників на птеранодонах. Маріон приводить братів до свого батька — мера Міста Водоспадів на ім'я Вальдо. Девід з Карлом бачать, що динозаври розумні та живуть на рівних з людьми. Вальдо пропонує знайти собі постійне заняття, позаяк ніхто ще не зміг покинути Динотопію. Девід коротко пояснює жителям острова які події сталися в світі від часу прибуття останньої людини минулого разу в 1944 році. Прибульці не покидають надії знайти батька й вибратися з острова.
Вони знайомляться з інтелігентним троодоном Зіппо, в будинку якого тимчасово поселяються. Їм доводиться ходити до школи, де вчителює Маріон. Суспільство Динотопії виявляється альтруїстичним і пацифістським. Брати відвідують стелу, на якій записані всі закони Динотопії, крім останнього, де стела пошкоджена. Маріон показує Девіду головний сонячний камінь, який живить інші.
Сайрус розповідає, що є спосіб вибратися з острова. Але для цього слід викрасти корабельний журнал з бібліотеки. Також він переконує Карла в тому, що людей зумисне не випускають з острова. Карл викрадає журнал і віддає його Креббу, але той вимагає інших послуг. Тим часом стосунки між братами погіршуються, адже Девід почуває себе вільним без батька. Через бійку обоє падають в річку, що відносить їх у ліс до стародавнього храму. Маріон із Зіппо розшукують їх. У храмі, як з'ясовується, є вхід у легендарний підземний світ, куди заборонено входити. Охоронці храму, мозазаври, переслідують людей і троодона, але їм вдається втекти.
Другий епізод. Мандрівники зупиняються в місті Віддабо, де Девіда лікують. Їх приймає мати Маріон, що є тамтешнім лідером. Зіппо звертається до сенату з проханням організувати експедицію до храму, але йому відмовляють. Девід і Маріон направляють до Міста Каньйонів, де навчають скайбаків. Карл же займається господарством і бере під опіку маленького трицератопса Двадцять Шосту. Проте Девід через свою неприязнь до динозаврів не може стати вершником. Несподівано камені Міста Каньйонів гаснуть і дикі птеранодони вириваються на волю. Кребб дорікає сенату за те, що камені дедалі частіше гаснуть, а влада приховує це. Він просить Зіппо розшифрувати знайдений ним манускрипт, який вказує дорогу до легендарної печери сонячних каменів. Але динозавр розуміє, що манускрипт крадений і Креббу не можна вірити. Сайрус приголомшує Зіппо та скидає його до рівчака.
Девід вважає, що його спрямовано на навчання помилково. Та скоро він усвідомлює, що розуміється на тактиці, яка допоможе скайбакам, і навчається керувати летючими ящерами. Йому вдається знайти самотнього птеранодона-альбіноса й дати йому ім'я Вільне Падіння. За намовою Сайруса, Карл викрадає сонячний камінь Віддабо в обмін на карту зі шляхом з Динотопії. Але насправді він підміняє сонячний камінь звичайним. Археолог у свою чергу продірявлює його човен. Двадцять Шоста біжить за Карлом і той, відчуваючи відповідальність, повертається. Девід провалює екзамен, не змігши прикликати птеранодона. Але він повертається у каньйон, де осідлує птеранодона-альбіноса, здобувши визнання скайбаків.
Третій епізод. Тренер скайбаків вимагає від мера Міста Водоспадів знайти нові сонячні камені, позаяк світло старих не стримує диких птеранодонів і боротися з ними відкрито безросудно. Зіппо рятується і наважується самотужки знайти вхід у підземний світ. Девід, Карл, Маріон і Зіппо попри заборону йдуть до храму. Вальдо наказує затримати братів і віддати під суд. Зіппо захищає Карла й Девіда в суді і до нього приєднуються інші. Батьки Маріон збираються разом, в цей час головний камінь починає гаснути, але Вальдо все одно ставить стародавні закони вище. У Карла забирають Двадцять Шосту, він погоджується допомогти Сайрусу аби знайти легендарну печеру сонячних каменів.
Девід, Карл, Зіппо та Сайрус тікають зі столиці. Вони дістаються до боліт, де знаходять сховок сайрусового батька на розбитому кораблі. Там вони ремонтують підводний човен, переобладнаний під живлення від сонячного каменя. В цей час птеранодони летять на столицю, а камінь міста гасне остаточно. Зіппо лишається на сторожі, а Девід з Карлом і Сайрусом дістаються на субмарині до печер. З барельєфів на стінах вони довідуються про падіння в давнину метеорита. Саме він знищив більшість динозаврів, але також заніс сонячні камені, біля яких вцілілі ящери врятувалися й пізніше разом з людьми заснували Динотопію. Там же стоїть стародавня стела із законами, звідки стає відомо про останній закон Динотопії: «Знайди світло». Врешті дослідникам вдається увійти в печеру, заповнену сонячними каменями.
Набравши багато каменів, вони повертаються до субмарини. Сайрус покидає Девіда з Карлом, але ті знаходять в печері свого батька Френка. Девід, однак, заздалегідь вийняв камінь з двигуна, Кребб опускається на дно, де його з човном проковтує велетенська рептилія. Блукаючи підземеллями, Девід, Карл та їх батько виявляють прохід у храм. Девід прикликає Вільне Падіння, верхи на якому поспішає з найбільшим каменем у Місто Водоспадів. Маріон несе камінь на вежу, та через напад птеранодонів непритомніє. Зіппо встановлює камінь на місце, світло відганяє птеранодонів від міста.
Френк та Карл повертаються до столиці, привізши з собою сонячні камені. Девід вступає в загін скайбаків як найкращий за всі часи. Вальдо проголошує, що відтепер жителі Динотопії шукатимуть нове, як це зробили брати.

## Персонажі

### Динозаври
- Анкілозавр
 Брахіозавр
 Паразауролоф
 Мозазавр
 Птеранодон
 Кетцалькоатль
 Стегозавр
 Троодон
 Тиранозавр
 Трицератопс

### Люди
- Девід Скотт — Вентворт Міллер
- Карл Скотт — Тайрон Лейтсо
- Сайрус Кребб — Девід Тьюліс
- Маріон — Кетті Карр
- Мер Вальдо Севіль — Джим Картер
- Розмарі — Еліс Кріге
- Уно — Колін Семон
- Зіппо — Лі Еванс
- Френк Скотт — Стюарт Вілсон
- Саманта — Анна Магуаер
- Бабуся Оріана — Джеральдіна Чаплін

### Інші
- Птах-посланець — Террі Джонс

## Історія створення
Компанії Columbia Pictures і Walt Disney Television в свій час робили спроби зняти серіал про динозаврів. Однак обидві відмовилися від цієї ідеї, тому що не змогли придумати ідею як об'єднати людей і динозаврів в одному світі. Одного разу засновнику Hallmark Entertainment трапилася на очі книга Джеймса Ґарні «Динотопія: За межею часу» і компанія вирішила взятися за виробництво серіалу за її мотивами.
Роберт Голмі готовий був витратити на зйомки 80 млн доларів. Попри відносний провал попереднього проєкту Hallmark Entertainment «Десяте королівство», компанія АВС була настільки впевнена в успіху «Динотопії», що не чекаючи прем'єри, почала зйомки спін-оф серіалу «Динотопія: Нові пригоди».
Більше 75 % матеріалу вимагали візуальної обробки, частина з яких знімалися методом аніматроніки, а інша частина — комп'ютерним моделюванням. Аніматронні динозаври були розроблені студією Джима Генсона, а комп'ютерні моделі динозаврів були створені британською компанією FrameStore, автором спецефектів для відомого науково-популярного циклу BBC «Прогулянки з динозаврами». У серіалі використовувалася технологія студії спецефектів «Pinewood Studios» Digital Set Extensions: в натуральну величину було побудовано декілька будинків, інша частина міста була домальована на комп'ютері. Таким же чином в масових сценах були домальовані люди й динозаври.

## Сприйняття
Рон Вертгаймер з The New York Times відгукнувся про серіал як «чарівний», але зазначив, що «химерний Едем», вигаданий Джеймсом Ґарні, затьмарений стандартним телевізійним сюжетом і персонажами. Наступний повнорозмірний серіал ще більше поглибив проблеми мінісеріалу, помістивши на задній план найбільш цікавих персонажів, яких до того ж грають інші актори.
Як писала Лайра Фрайс у Variety, подібно до «Зоряного шляху», «Динотопія» наповнена ідеалізмом. Сюжет містить декілька чудових концепцій і тем, але серіалу бракує усталеної міфології та чіткого антагоніста. Фрайс похвалила акторську гру, але виділила, що «справжньою зіркою серіалу є керівник візуальних ефектів Майкл Макгі. Макгі не тільки оживив цей фантастичний світ, він зробив це в точних пропорціях і масштабі».